# Nyasaland
Nyasaland eller Protektoratet Nyasaland, var et britisk protektorat som blev etableret i 1907, da det tidligere Protektoratet Britisk Centralafrika ændrede dets navn. Det blev kendt som Malawi i 1964.
Nyasaland historie var præget af mange forsøg på at opnå uafhængighed fra briterne. Den voksende europæisk og amerikansk-uddannet afrikanske elite blev stadig mere højrøstet og politisk aktive – først gennem foreninger, og efter 1944, gennem Nyasaland African Congress (NAC).
13°30′S 34°00′Ø / 13.5°S 34°Ø